# Vegetarianismo ambiental

Todos os tipos de carne, mas especialmente a de cordeiro e a de vaca, geram várias vezes mais emissões de gases com efeito de estufa na sua produção do que os alimentos de origem vegetal.

O vegetarianismo ambiental é a prática do vegetarianismo motivada pelo desejo de criar uma dieta sustentável, que evite o impacto ambiental negativo da produção de carne. Estima-se que o gado como um todo seja responsável por cerca de 15% das emissões globais de gases com efeito de estufa. Como resultado, uma redução significativa no consumo de carne foi defendida, entre outros, pelo Painel Intergovernamental sobre as Alterações Climáticas no seu relatório especial de 2019 e como parte do Aviso dos Cientistas do Mundo à Humanidade de 2017.
Além das alterações climáticas, a indústria pecuária é o principal motor da perda de biodiversidade e da desflorestação e é significativamente relevante para questões ambientais como a utilização da água e do solo, a poluição e a insustentabilidade.